# Illuminate (альбом Шона Мендеса)
Illuminate (укр. Висвітлювати) — другий студійний альбомом канадського співака і автора пісень Шона Мендеса. Випущений 23 вересня 2016 року лейблами Island Records і Universal Music Group. Альбом дебютував на вершині американського чарту Billboard 200. У квітні 2017 року Мендес розпочав концертний тур Illuminate World Tour на підтримку альбому.

## Сингли
Пісня «Treat You Better» була випущена як сингл альбому 3 червня 2016 року. Музичне відео до синглу, що зображає образливе ставлення, було випущене 12 липня 2016 року. Від моменту випуску, «Treat You Better» сягнула шостої сходинки чарту США Billboard Hot 100.
«Mercy» була презентована на радіо США top 40 radio як другий сингл альбому 18 жовтня 2016 року.
«There's Nothing Holdin' Me Back» випущений як третій сингл альбому 20 квітня 2017 року. Пісня дебютувала у чарті Великої Британії на 7 сходинці, ставши кращим дебютом Мендеса в країні. Сингл також дебютував у першій десятці чартів Австралії і Данії. В iTunes стандартне і делюкс видання альбому Illuminate були перевидані з піснею «There's Nothing Holdin' Me Back» після виходу синглу.

### Промо-сингли
Разом з початком попередніх замовлень на альбом Illuminate, була випущена пісня «Ruin» як перший промо-сингл альбому 8 липня 2016 року. Музичне відео на пісню було випущене 18 липня 2016 року.
28 липня 2016 року пісня «Three Empty Words» була випущена як другий промо-сингл з альбому.
Пісня «Mercy» була випущена як третій промо-сингл альбому 18 серпня 2016 року, а музичне відео на неї випущене 22 вересня 2016 року, його переглянули понад 133 мільйони разів.

## Критичні відгуки
У статті для Rolling Stone, Джо Леві зазначив, що «Illuminate переплітає обітниці романтичної агонії в „Mercy“ (де тихе наспівування вибухає гуркітом барабанів), з любовним послання хорошого хлопчика в „Treat You Better“ та коханням у спальні в „Lights On.“» Для сайту Idolator Джон Рейес написав: «[Шонова] найпомітніша зміна, за винятком жорсткого звучання музичного залу, це тонке вливання сексу в тексти пісень. Ці мотиви з пісні „Kid In Love“, переносяться в треки альбому „Lights On“ і „Patience“. Обидві балади змальовують чіткі сцени за закритими дверима, а сексуальний норов текстів не нагадує будь-які інсинуації.»

## Комерційна ефективність
Альбом Illuminate дебютував на вершині чарту США Billboard 200, отримавши 145.000 альбомно-еквівалентних одиниць, з яких 121.000 становили продажі альбому. Він став другим альбомом Мендеса, що очолив чарт США і показав найкращі продажі за тиждень. Мендес вдруге посів першу сходинку чарту коли йому було всього 18 років, два місяці і сім днів. Тільки п'ять артистів у такому молодому віці випустили два студійні альбоми, що очолили американський чарт: сам Мендес, Джастін Бібер, Майлі Сайрус, Гіларі Дафф і Ліенн Раймс.
У рідній для Мендеса Канаді, альбом дебютував під першим номером з 21.000 альбомно-еквівалентних одиниць, з яких 17.000 становили продажі альбому, що перевищило загальний обсяг продажів за перший тиждень його попереднього альбому Handwritten.

## Трек-лист
| Illuminate – Стандартне видання | Illuminate – Стандартне видання | Illuminate – Стандартне видання                   | Illuminate – Стандартне видання                | Illuminate – Стандартне видання |
| #                               | Назва                           | Автор                                             | Продюсер(и)                                    | Тривалість                      |
| ------------------------------- | ------------------------------- | ------------------------------------------------- | ---------------------------------------------- | ------------------------------- |
| 1.                              | «Ruin»                          | Мендес Ідо Змішлані Гарріс Ворбертон Субін Таккар | Джейк Гослінг                                  | 4:01                            |
| 2.                              | «Mercy»                         | Мендес Гейгер Денні Паркер [en] Ільзі Жюбер [en]  | Гослінг Гейгер                                 | 3:28                            |
| 3.                              | «Treat You Better»              | Мендес Гейгер Гарріс                              | Гейгер Ден Ромер [en] DJ «Daylight» Kyriakides | 3:07                            |
| 4.                              | «Three Empty Words»             | Мендес Гарріс Ворбертон                           | Гослінг                                        | 3:19                            |
| 5.                              | «Don't Be a Fool»               | Мендес Гарріс Ворбертон                           | Гослінг                                        | 3:35                            |
| 6.                              | «Like This»                     | Мендес Лале Пуркарім Густав Торн                  | Пуркарім                                       | 3:06                            |
| 7.                              | «No Promises»                   | Мендес Гарріс Гейгер                              | Гейгер                                         | 2:46                            |
| 8.                              | «Lights On»                     | Мендес Гарріс Ворбертон                           | Гослінг                                        | 3:21                            |
| 9.                              | «Honest»                        | Мендес Гарріс Ворбертон                           | Гослінг Гарріс                                 | 3:19                            |
| 10.                             | «Patience»                      | Мендес Гарріс Гейгер                              | Гослінг                                        | 2:55                            |
| 11.                             | «Bad Reputation»                | Мендес Гарріс Ворбертон                           | Гослінг                                        | 3:18                            |
| 12.                             | «Understand»                    | Мендес Гарріс Гейгер Ворбертон                    | Гослінг                                        | 5:00                            |
| 41:15                           |                                 |                                                   |                                                |                                 |

| Illuminate – Делюкс-видання (бонусні треки) | Illuminate – Делюкс-видання (бонусні треки) | Illuminate – Делюкс-видання (бонусні треки)  | Illuminate – Делюкс-видання (бонусні треки) | Illuminate – Делюкс-видання (бонусні треки) |
| #                                           | Назва                                       | Автор                                        | Продюсер(и)                                 | Тривалість                                  |
| ------------------------------------------- | ------------------------------------------- | -------------------------------------------- | ------------------------------------------- | ------------------------------------------- |
| 14.                                         | «Hold On»                                   | Мендес Гарріс Ворбертон                      | Гослінг                                     | 3:19                                        |
| 15.                                         | «Roses»                                     | Мендес Тобіас Джессі Джр. [en] Том Галл [en] | Гослінг                                     | 3:52                                        |
| 16.                                         | «Mercy» (акустична версія)                  | Мендес Гейгер Паркер Жюбер                   | Гослінг Гейгер                              | 3:39                                        |
| 52:05                                       |                                             |                                              |                                             |                                             |

## Чарти
| Чарт (2016)                                          | Найвища позиція |
| ---------------------------------------------------- | --------------- |
| Австралія Australian Albums (ARIA)                   | 3               |
| Австрія Austrian Albums (Ö3 Austria)                 | 1               |
| Бельгія Belgian Albums (Ultratop Flanders)           | 3               |
| Бельгія Belgian Albums (Ultratop Wallonia)           | 11              |
| Канада Canadian Albums (Billboard)                   | 1               |
| Данія Danish Albums (Hitlisten)                      | 1               |
| Нідерланди Dutch Albums (MegaCharts)                 | 1               |
| Фінляндія Finnish Albums (Suomen virallinen lista)   | 6               |
| Франція French Albums (SNEP)                         | 16              |
| Німеччина German Albums (Offizielle Top 100)         | 2               |
| Греція Greek Albums (IFPI)                           | 12              |
| Угорщина Hungarian Albums (MAHASZ)                   | 21              |
| Ірландія Irish Albums (IRMA)                         | 1               |
| Італія Italian Albums (FIMI)                         | 3               |
| Мексика Mexican Albums (AMPROFON)                    | 8               |
| Нова Зеландія New Zealand Albums (Recorded Music NZ) | 2               |
| Норвегія Norwegian Albums (VG-lista)                 | 1               |
| Польща Polish Albums (ZPAV)                          | 3               |
| Португалія Portuguese Albums (AFP)                   | 1               |
| Шотландія Scottish Albums (OCC)                      | 3               |
| Іспанія Spanish Albums (PROMUSICAE)                  | 5               |
| Швеція Swedish Albums (Sverigetopplistan)            | 1               |
| Швейцарія Swiss Albums (Schweizer Hitparade)         | 2               |
| Велика Британія UK Albums (OCC)                      | 3               |
| США Billboard 200                                    | 1               |

| Чарт (2016)                                | Позиція |
| ------------------------------------------ | ------- |
| Австралія Australian Albums (ARIA)         | 67      |
| Бельгія Belgian Albums (Ultratop Flanders) | 81      |
| Данія Danish Albums (Hitlisten)            | 27      |
| Нідерланди Dutch Albums (MegaCharts)       | 28      |
| Франція French Albums (SNEP)               | 161     |
| Італія Italian Albums (FIMI)               | 83      |
| Мексика Mexican Albums (AMPROFON)          | 78      |
| Велика Британія UK Albums (OCC)            | 66      |
| США Billboard 200                          | 128     |

## Сертифікації
| Регіон | Сертифікація | Продажі |
| --- | ------------ | ------- |
| Австрія (IFPI Austria) | Золотий      | 7,500*  |
| Данія (IFPI Denmark) | Платиновий   | 10,000  |
| Мексика (AMPROFON) | Золотий      | 30,000^ |
| Польща (ZPAV) | Золотий      | 10,000  |
| Швеція (IFPI Sweden) | Золотий      | 20,000  |
| Велика Британія (BPI) | Золотий      | 100,000 |
| США (RIAA) | Золотий      | 500 000 |
| *продажі, що базуються лише на сертифікаціях · ^відвантаження, що базуються лише на сертифікаціях · продажі+прослуховування, що базуються лише на сертифікаціях |              |         |